# Viktor Zaytsev
Viktor Zaytsev (né le 26 mars 1966 à Tachkent) est un athlète ouzbek, représentant l'Union soviétique, spécialiste du lancer de javelot.

## Carrière
Il remporte la médaille d'argent lors des Championnats d'Europe de 1990 à Split.
Il est le père d'Ivan Zaytsev, finaliste mondial de la discipline en 2013 et champion d'Asie.